# 나기사역 (기후현)
나기사역(일본어: 渚駅)은 일본 기후현 다카야마시에 있는 도카이 여객철도 다카야마 본선의 역이다. 상대식 승강장 2면 2선의 구조를 지닌 지상역이다.

## 타는 곳
| 1     | ■ 다카야마 본선 | 상행 | 게로 · 기후 방면       |
| 2 · 3 | ■ 다카야마 본선 | 하행 | 다카야마 · 도야마 방면 |

## 인접 정차역
| 도카이 여객철도 다카야마 본선 | 도카이 여객철도 다카야마 본선 | 도카이 여객철도 다카야마 본선   |
| ----------------------------- | ----------------------------- | ------------------------------- |
| 히다오사카 기후 방면          | ■ 보통                        | 구구노 다카야마 · 이노타니 방면 |